# تایلم بند، استرالیای جنوبی
تایلم بند (به انگلیسی: Tailem Bend) یک شهرک در استرالیا است که در استرالیای جنوبی واقع شده‌است.